# Języczek rdzawoczarny
Języczek rdzawoczarny, pępówka rdzawoczarna (Arrhenia obatra (J. Favre) Redhead, Lutzoni, Moncalvo & Vilgalys) – gatunek grzybów z rodziny wodnichowatych (Hygrophoraceae).

## Systematyka i nazewnictwo
Pozycja w klasyfikacji według Index Fungorum: Arrhenia, Hygrophoraceae, Agaricales, Agaricomycetidae, Agaricomycetes, Agaricomycotina, Basidiomycota, Fungi.
Po raz pierwszy gatunek ten opisał w 1783 r. Jules Favre, nadając mu nazwę Omphalia obatra. W 2002 r. Scott Alan Redhead, François M. Lutzoni, Jean-Marc Moncalvo i Rytas J. Vilgalys przenieśli go do rodzaju Arrhenia. Synonimy:
- Omphalia obatra J. Favre 1955,
- Omphalina obatra (J. Favre) P.D. Orton 1960.

W 2003 r. Władysław Wojewoda zaproponował polską nazwę pępówka rdzawoczarna (dla synonimu Omphalina obatra). Jest niespójna z aktualną nazwą naukową. W internetowym atlasie grzybów ma nazwę języczek rdzawoczarny, spójną z aktualnym ujęciem systematycznym i nazwą naukową.

## Morfologia
Owocnik
Kapelusz o średnicy 0,5–0,8 (–1) cm, wypukły, lekko wklęsły w środku, higrofaniczny, włóknisto-kłaczkowaty. Powierzchnia ciemnobrązowa, u starszych okazów czarnobrązowa do szarobrązowej, brzeg promieniście prążkowany, podwinięty. Blaszki szerokie, rzadkie, zbiegające, brązowawe do czarniawych. Trzon o wysokości 1–1,5 cm i średnicy 0,1–0,2 cm, centralny, cylindryczny, gładki, tego samego koloru co kapelusz. Kontekst cienki, białawy. Zapach niewyraźny.
Cechy mikroskopowe
Bazydiospory 6,8–7,5 (–8) × 4,5–6,5 μm, szeroko elipsoidalne, gładkie, bezbarwne. Podstawki maczugowate, 4-zarodnikowe. Skórka kapelusza składa się z brązowych, inkrustowanych, równoległych strzępek o szerokości do 8–10 μm z przegrodami i sprzążkami.

## Występowanie i siedlisko
Najwięcej stanowisk podano w Europie, poza nią nieliczne w Ameryce Północnej i Azji. Gatunek rzadki. W Polsce W. Wojewoda w 2003 r. przytoczył dwa stanowiska, w późniejszych latach podano następne.
Naziemny pasożytniczy grzyb mszakolubny występujący w górach, wśród skał, także na torfowiskach, terenach piaszczystych i na terenach bagiennych, w strefie alpejskiej gór, wśród mchów i karłowatych wierzb.